# The Exploited
The Exploited — це панк-рок-гурт, представник другої хвилі британського панку, був створений у кінці 1979 чи на початку 1980 року.
Вони починали у стилі Oi!-панк. Пізніше їхня музика переросла у стріт-панк і хардкор-панк. З 1987 (після альбому Death Before Dishonour) вони починають грати кросовер-треш. Створений у Единбурзі колишнім солдатом Вотті Б’юкеном (Wattie Buchan), гурт підписує контракт із Secret Records у березні 1981 і випускає дебютний сингл Army Life. Реліз всесвітньо відомого альбому Punk’s Not Dead відбувся того ж року. Незважаючи на велику кількість змін у складі, гурт відновлений у 2004 та має статус культового.

## Сучасний склад
- Вотті Б’юкен (Wattie Buchan) — вокал
- Мет МакГайр (Matt McGuire) — гітара
- Іріш Роб (Irish Rob) — бас-гітара
- Валлі Б’юкен(Wullie Buchan) — барабани

## Колишні учасники

### Гітара
- Хейбой (Стів) (Hayboy (Steve)) (1979—1980)
- Джон Данкан («Big» John Duncan) (1980—1983)
- Карл Моріс (Karl «Egghead» Morris) (1983—1985)
- Божевільний Мік (Mad Mick) (1985)
- Нігель (Nig(el)) (1985—1990)
- Gogs (Гордон Балфур (Gordon Balfour)) (1989—1991)
- Fraz (Фрейзер Розетті (Fraser Rosetti)) (1991—1995)
- Arf (Артур Делраймпл (Arthur Dalrymple)) (1996—1998)

### Бас-гітара
- Марк Патріціо (Mark Patrizio) (1979—1980)
- Гаррі МакКормек (Gary MacCormack) (1980—1983)
- Біллі Дан (Billy Dunn) (1983—1984, 1996—1997)
- Вейн Тайес (Wayne Tyas) (1984—1985, 1986)
- Джон Ермітедж («Deptford» John Armitage) (1985—1986)
- Тоні (Tony) (1986—1987)
- Смікс (Smeeks (Mark Smellie)) (1988—1993)
- Джим Грей (Jim Gray) (1993—1996)
- Дейв Пеггі (Dave Peggie) (2002—2003)

### Барабани
- Джим Парк (Jim Park) (1979)
- Дру Стікс (Dru Stix (Andrew Campbell)) (1979—1982)
- Денні Хітлі (Danny Heatley) (1982)
- Стів Робертс (Steve Roberts) (1982)
- Тоні Мартін (Tony Martin) (1989—1991)
- Рейнер (Reiner) (1997)
- Вуллі Бакен (Wullie Buchan)

## Дискографія

### Студійні альбоми
- Punks Not Dead— 1981
- Troops of Tomorrow— 1982
- Let's Start a War (Said Maggie One Day) — 1983
- Horror Epics — 1985
- Death Before Dishonour— 1987
- The Massacre— 1990
- Beat the Bastards — 1996
- Fuck the System — 2003

### Сингли
- Army Life — 1980
- Exploited Barmy Army — 1980
- Dogs of War — 1981
- Dead Cities — 1981
- Attack/Alternative — 1982
- Computers Don't Blunder — 1982
- Troops of Tomorrow — 1982

### Спільні альбоми
- Don't Let 'Em Grind You Down (W/Anti-Pasti) — 1981
- Britannia Waives The Rules (W/Chron Gen & Infa Riot) — 1982
- Apocalypse Punk Tour 1981 (W/The Anti-Nowhere League, Chron Gen, Anti Pasti & Discharge) — 1992

### Концертні альбоми
- On Stage — 1981
- Live At The Whitehouse — 1985
- Live And Loud — 1987
- Live Lewd Lust — 1989
- Don't Forget The Chaos — 1992
- Live In Japan — 1994

### Збірники
- Totally Exploited — 1984
- Castle Masters Collection — 1990
- Apocalypse '77 — 1992
- Singles Collection — 1993
- Dead Cities — 2000
- Punk Singles & Rarities 1980-83 (2001)
- The Best Of The Exploited — Twenty Five Years Of Anarchy And Chaos (2004)
- Complete Punk Singles Collection — 2005

## Відеографія
- Live At The Palm Cove — 1983
- Sexual Favours — 1987
- The Exploited: 83-87 (1993)
- Live In Japan — 1993
- Alive At Leeds — 1995
- Rock and Roll Outlaws — 1995
- Buenos Aires 93 (1996)
- Beat 'Em All — 2004